# Villers-Cotterêts (tổng)
Tổng Villers-Cotterêts là một tổng ở tỉnh Aisne trong vùng Hauts-de-France.

## Địa lý
Tổng này được tổ chức xung quanh Villers-Cotterêts thuộc quận Soissons. Độ cao thay đổi từ 65 m (Soucy) à 243 m (Haramont) với độ cao trung bình 126 m.

## Hành chính
| Giai đoạn | Ủy viên           | Đảng | Tư cách |
| --------- | ----------------- | ---- | ------- |
| 2008-2014 | Michel Laviolette | DVD  |         |
| 2001-2008 | Michel Laviolette | DVD  |         |

## Các đơn vị cấp dưới
Tổng Villers-Cotterêts gồm 20 xã với dân số là 14 743 người (điều tra năm 1999, dân số không tính trùng)
| Xã                 | Dân số | Mã bưu chính | Mã insee |
| ------------------ | ------ | ------------ | -------- |
| Ancienville        | 78     | 02600        | 02015    |
| Corcy              | 306    | 02600        | 02216    |
| Coyolles           | 359    | 02600        | 02232    |
| Dampleux           | 380    | 02600        | 02259    |
| Faverolles         | 319    | 02600        | 02302    |
| Fleury             | 148    | 02600        | 02316    |
| Haramont           | 573    | 02600        | 02368    |
| Largny-sur-Automne | 259    | 02600        | 02410    |
| Longpont           | 294    | 02600        | 02438    |
| Louâtre            | 216    | 02600        | 02441    |
| Montgobert         | 185    | 02600        | 02506    |
| Noroy-sur-Ourcq    | 122    | 02600        | 02557    |
| Oigny-en-Valois    | 163    | 02600        | 02568    |
| Puiseux-en-Retz    | 234    | 02600        | 02628    |
| Retheuil           | 335    | 02600        | 02644    |
| Soucy              | 73     | 02600        | 02729    |
| Taillefontaine     | 287    | 02600        | 02734    |
| Villers-Cotterêts  | 9 839  | 02600        | 02810    |
| Villers-Hélon      | 188    | 02600        | 02812    |
| Vivières           | 385    | 02600        | 02822    |

## Biến động dân số
| 1962                                                     | 1968   | 1975   | 1982   | 1990   | 1999   |
| -------------------------------------------------------- | ------ | ------ | ------ | ------ | ------ |
| 9 733                                                    | 11 384 | 12 754 | 12 413 | 13 425 | 14 743 |
| Nombre retenu à partir de 1962 : dân số không tính trùng |        |        |        |        |        |